# Biserica de lemn din Iara

Biserica de lemn din Iara, județul Cluj, 2009

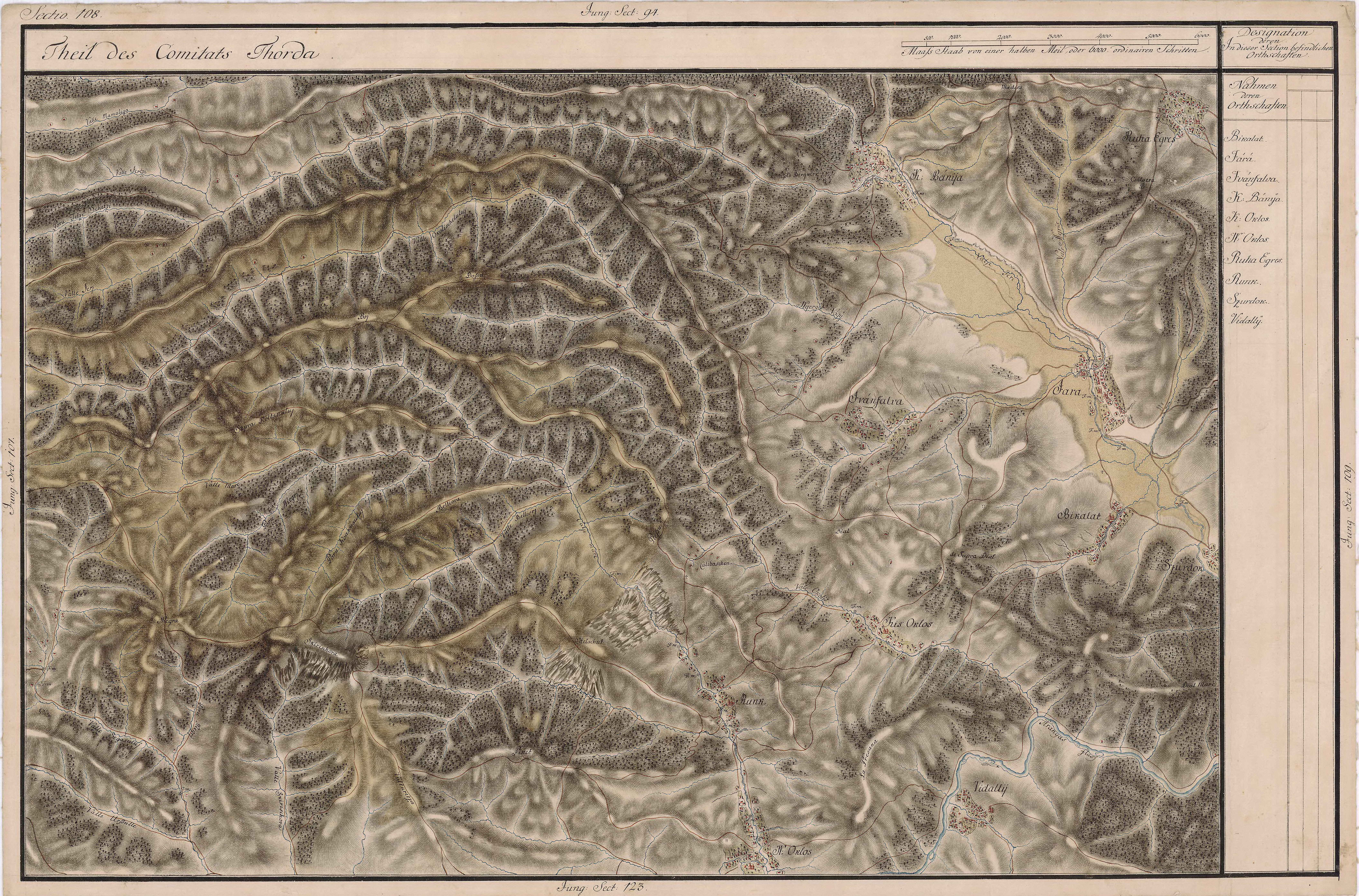
Bisericile din Iara în Harta Iosefină a Transilvaniei, 1769-1773

Biserica de lemn din Iara se află în localitatea omonimă din județul Cluj. Biserica, acum tencuită și acoperită cu tablă, rămâne un reper spiritual pentru credincioșii români din Iara. Biserica nu se află pe noua listă a monumentelor. 

## Istoric
Vechea biserică a satului Iara a fost folosită până în 1948 de comunitatea greco-catolică. Din anul 1929 a luat ființă și o parohie ortodoxă în Iara dar care ținea slujbele într-o capelă improvizată în casa preotului . După anul 1948 biserica a fost folosită de credincioșii români până după anul 2000.
Șematismul Episcopiei de Cluj-Gherla din anul 1947 precizează că biserica era edificată în anul 1851, din lemn, având hramul Sfinții Arhangheli Mihail și Gavriil. La acel moment în localitate erau 678 credincioși greco-catolici și 236 credincioși ortodocși cu biserică (probabil capela improvizată în casa parohială) și preot. În același an se hotărăște construirea unei noi biserici de piatră, care datorită unirii celor două culte din anul 1948 se va amâna .
Actuala biserică de zid a fost constrută în perioada 1992-2006 .
După construcția biserici de zid, vechea bisericuță de lemn a fost retrocedată comunității greco-catolice.

## Galerie de imagini

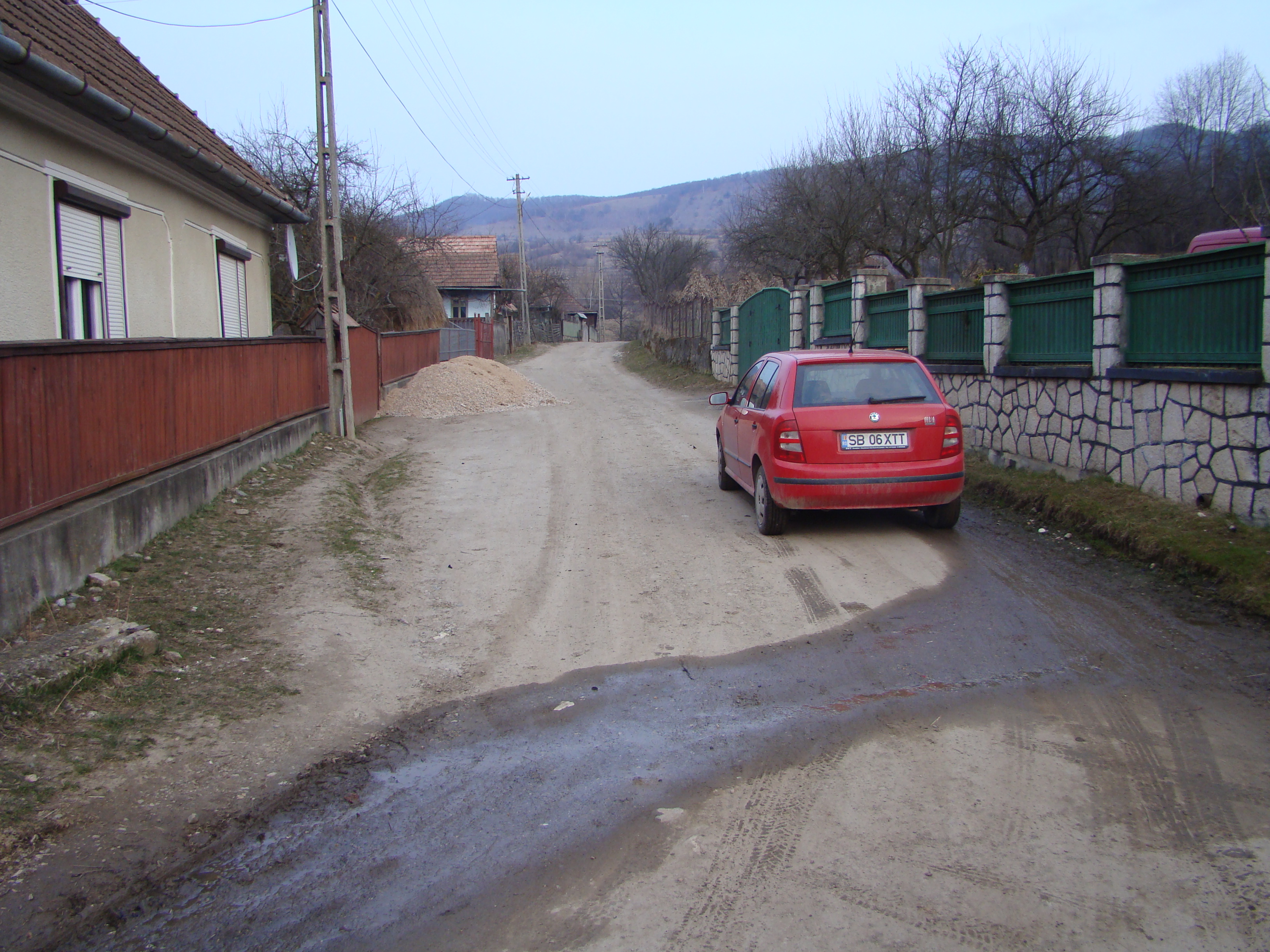
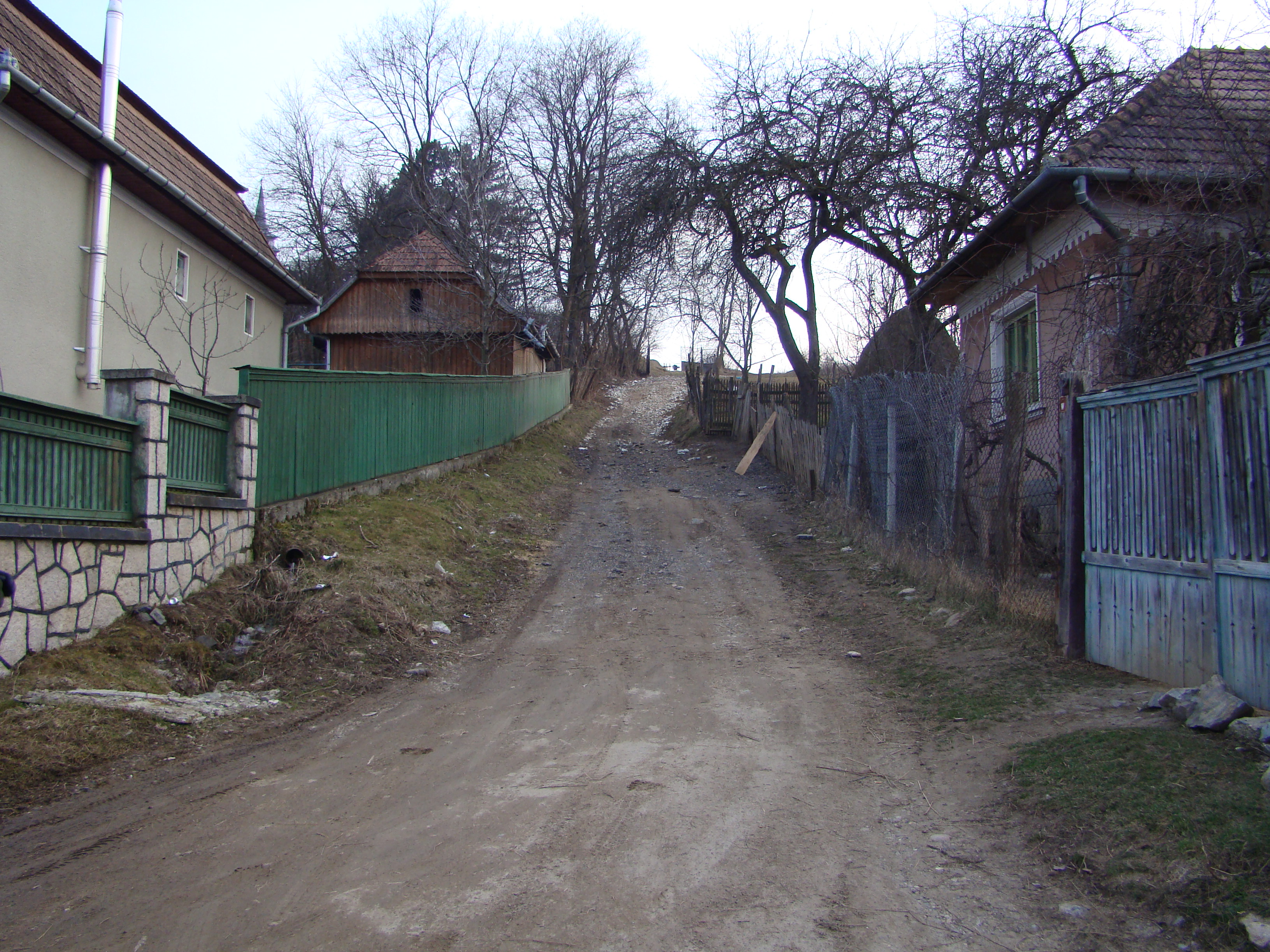
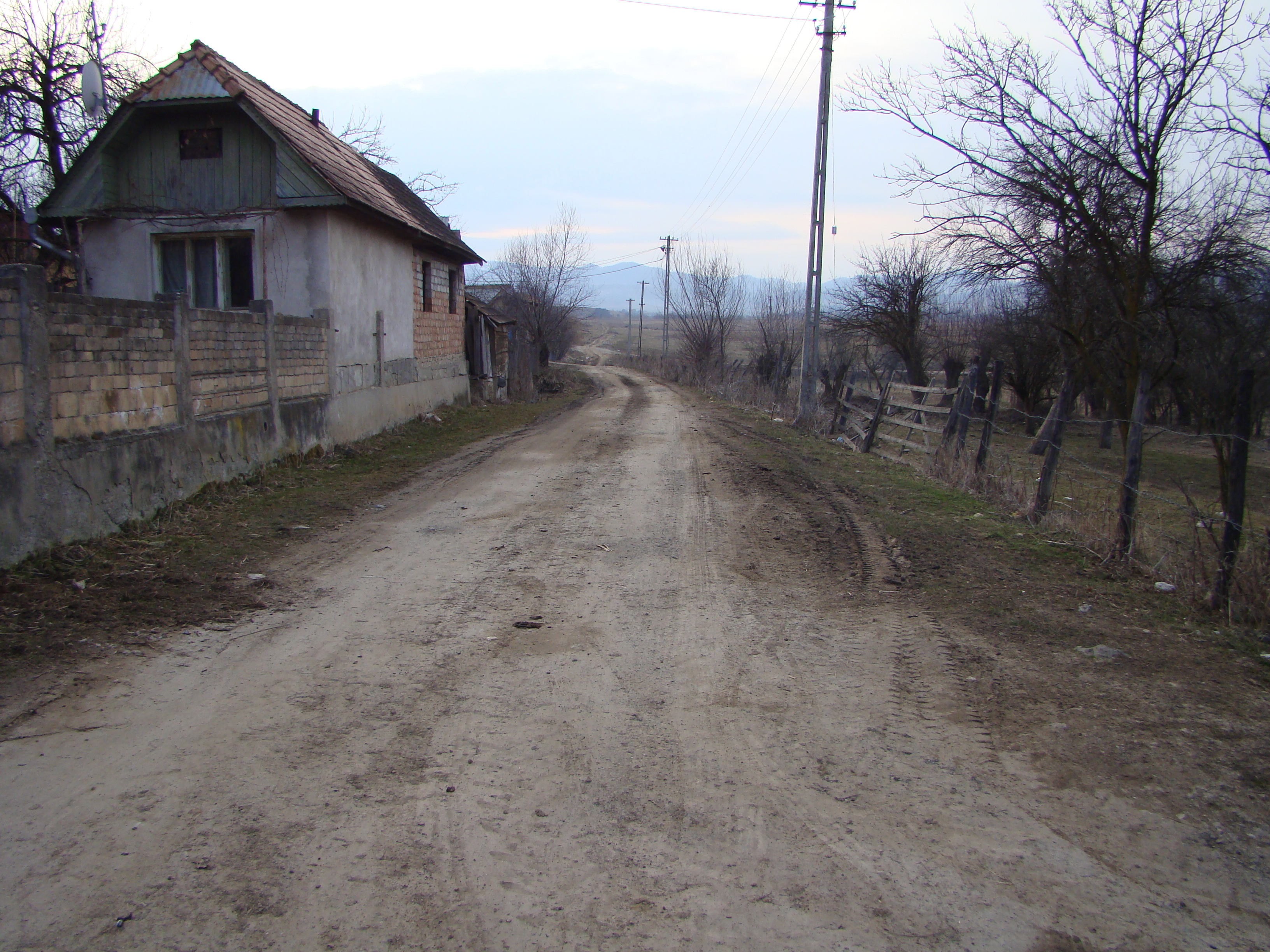
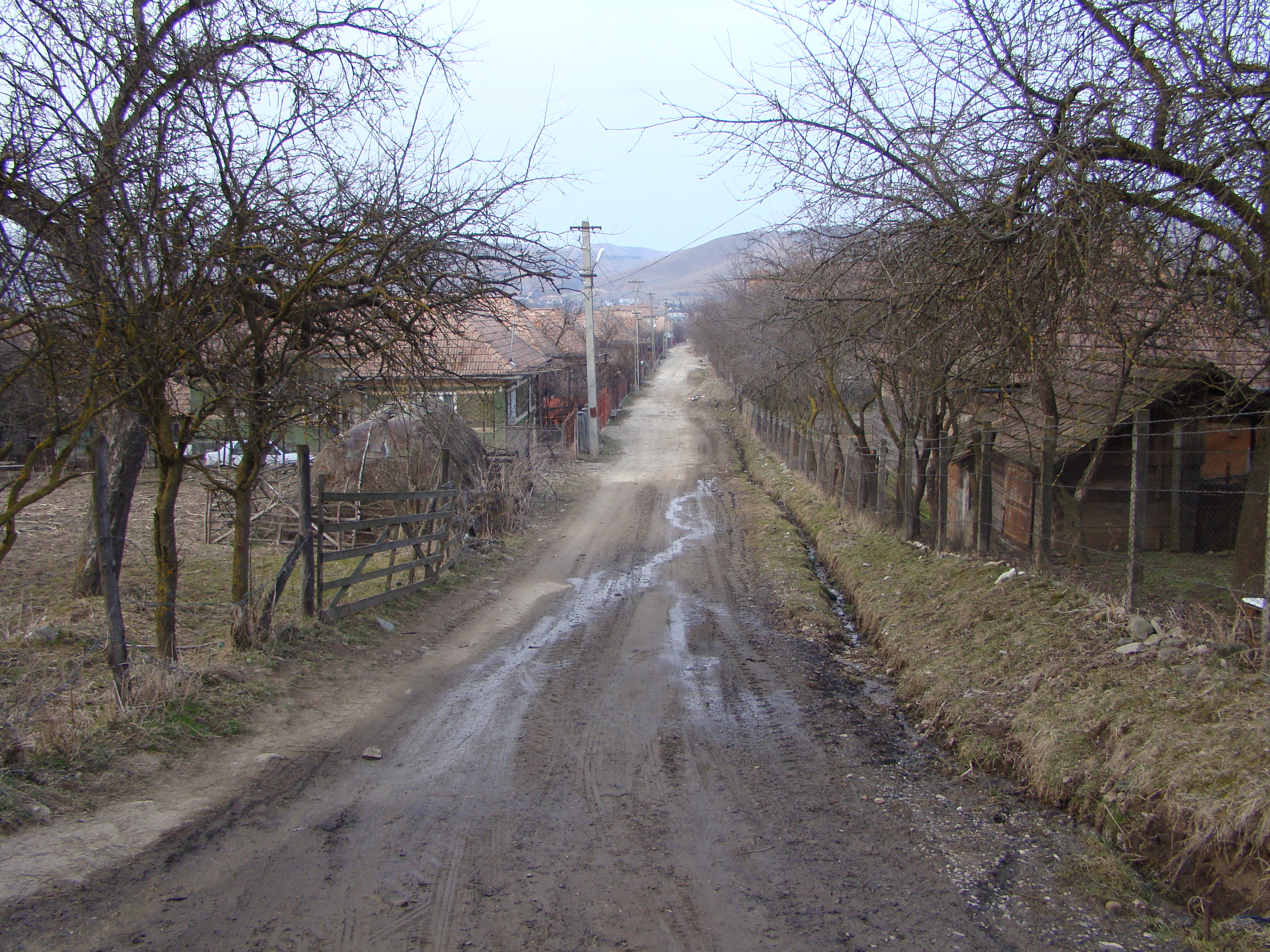
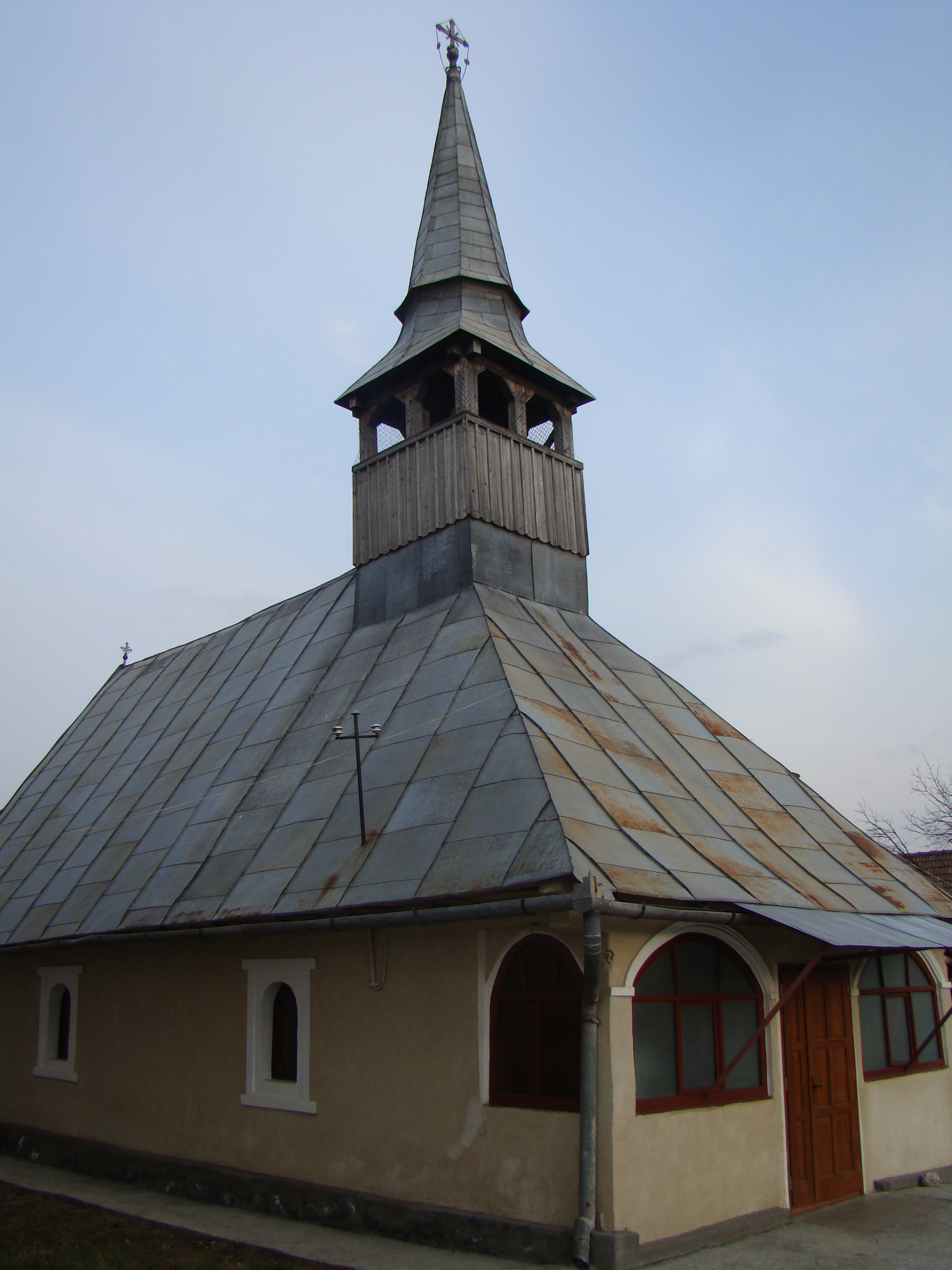
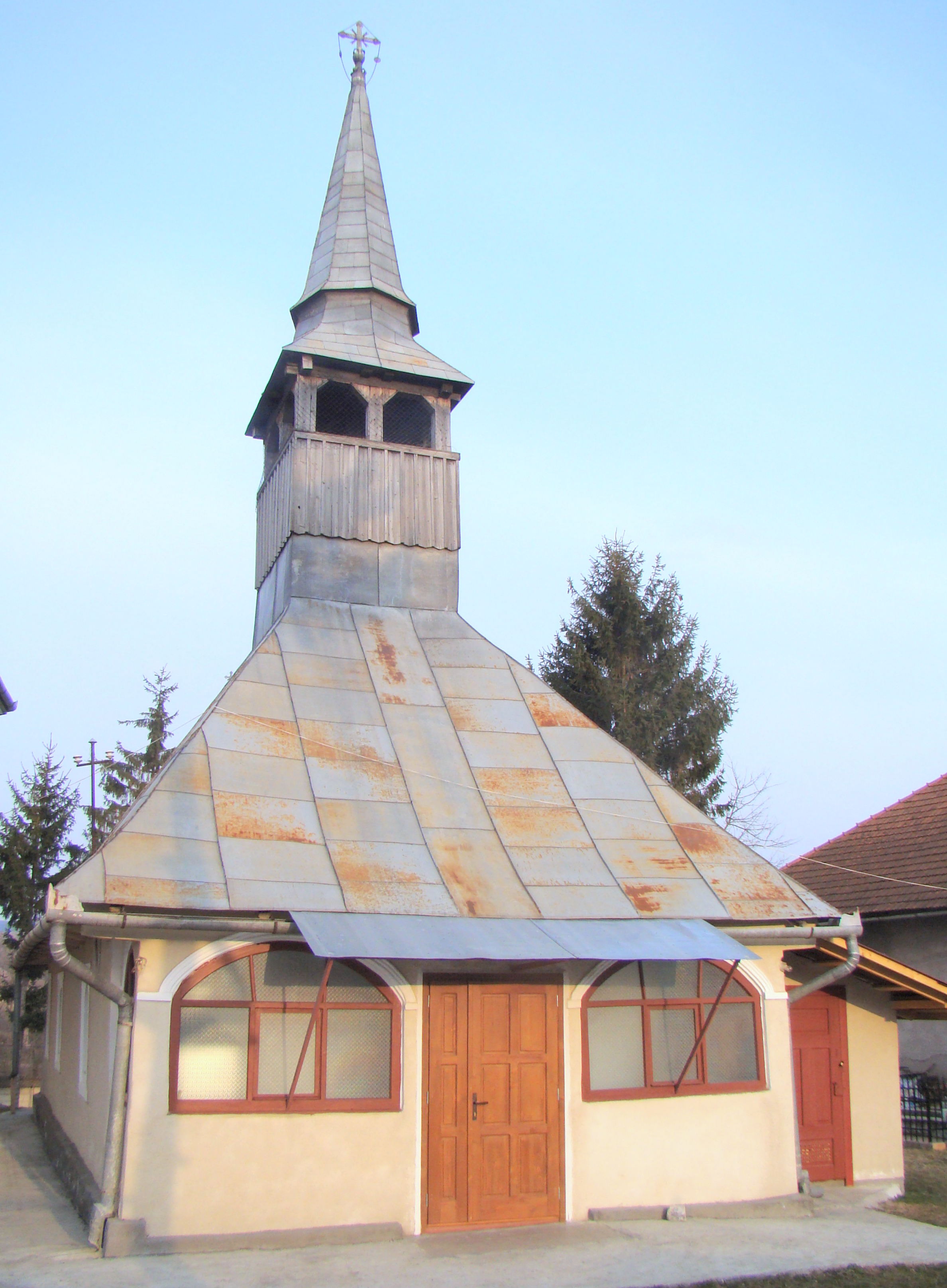
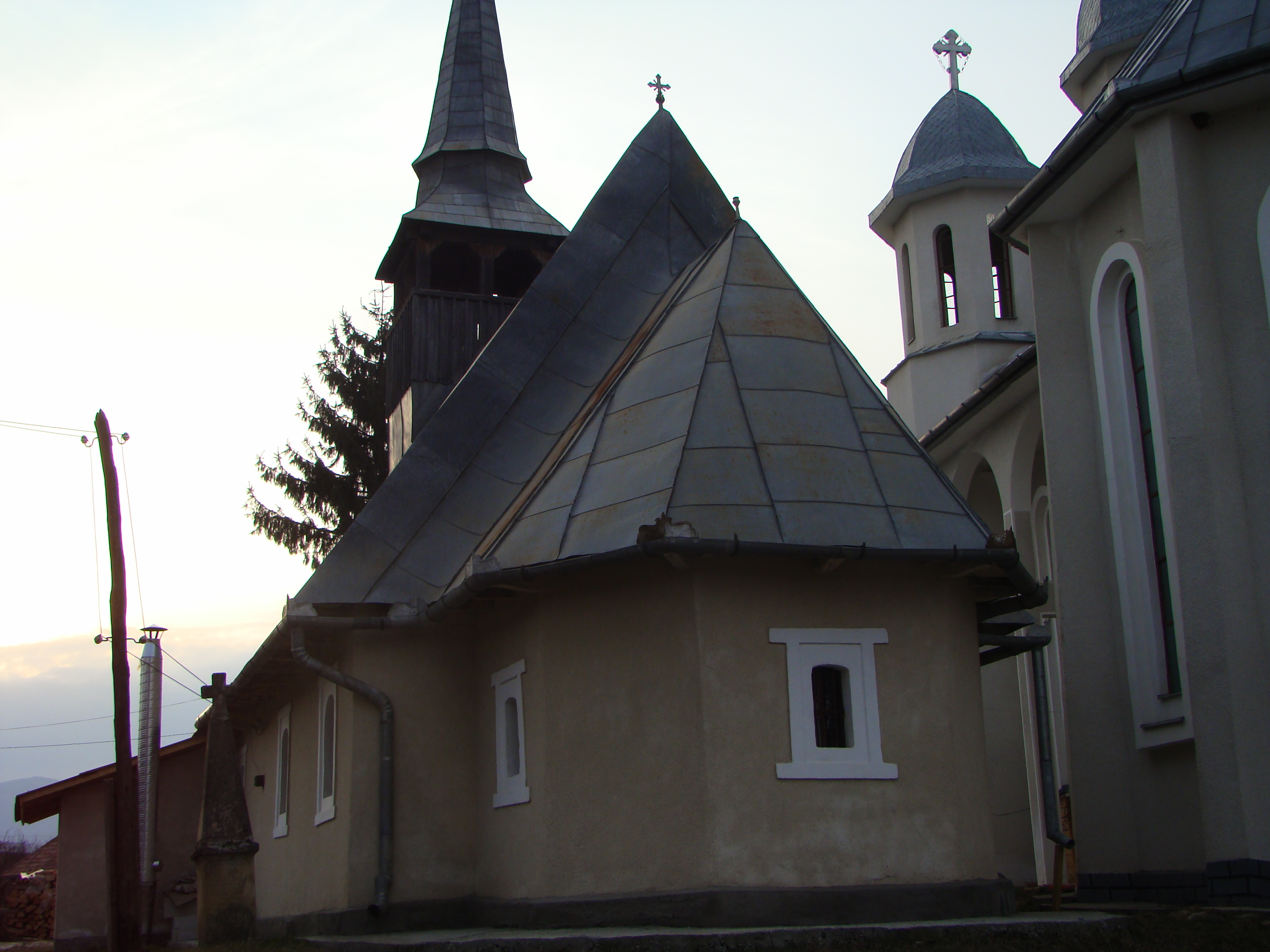
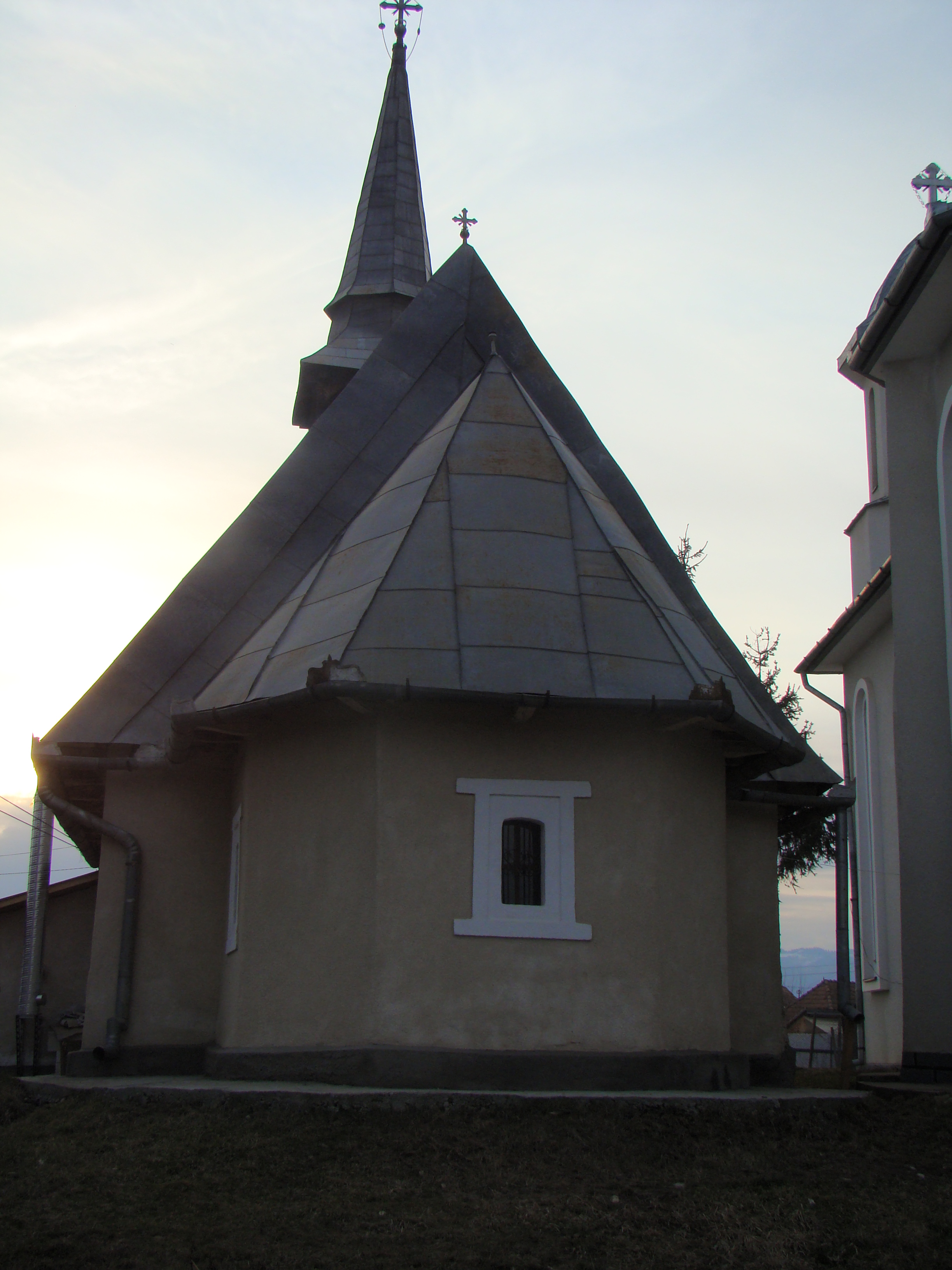
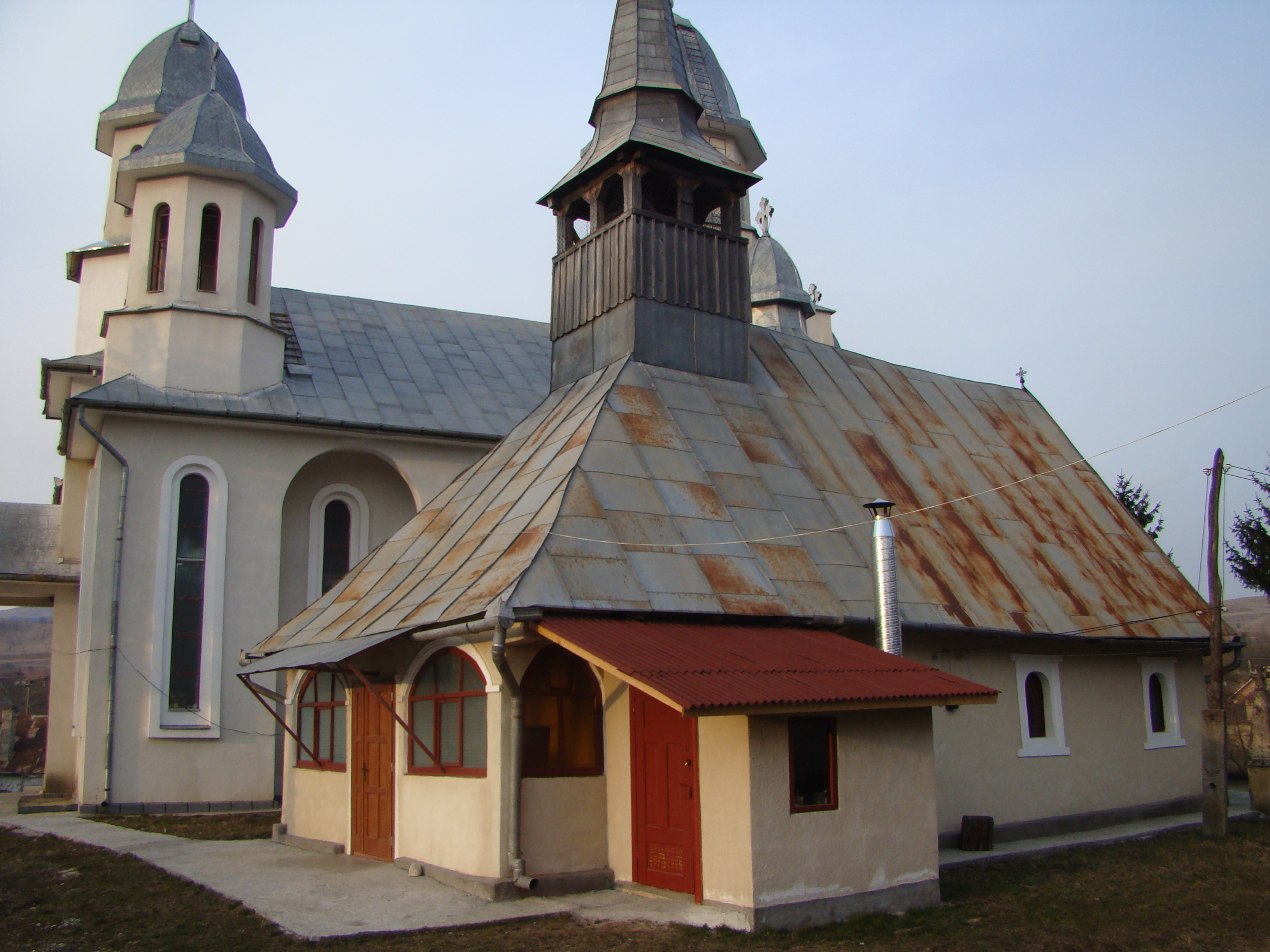
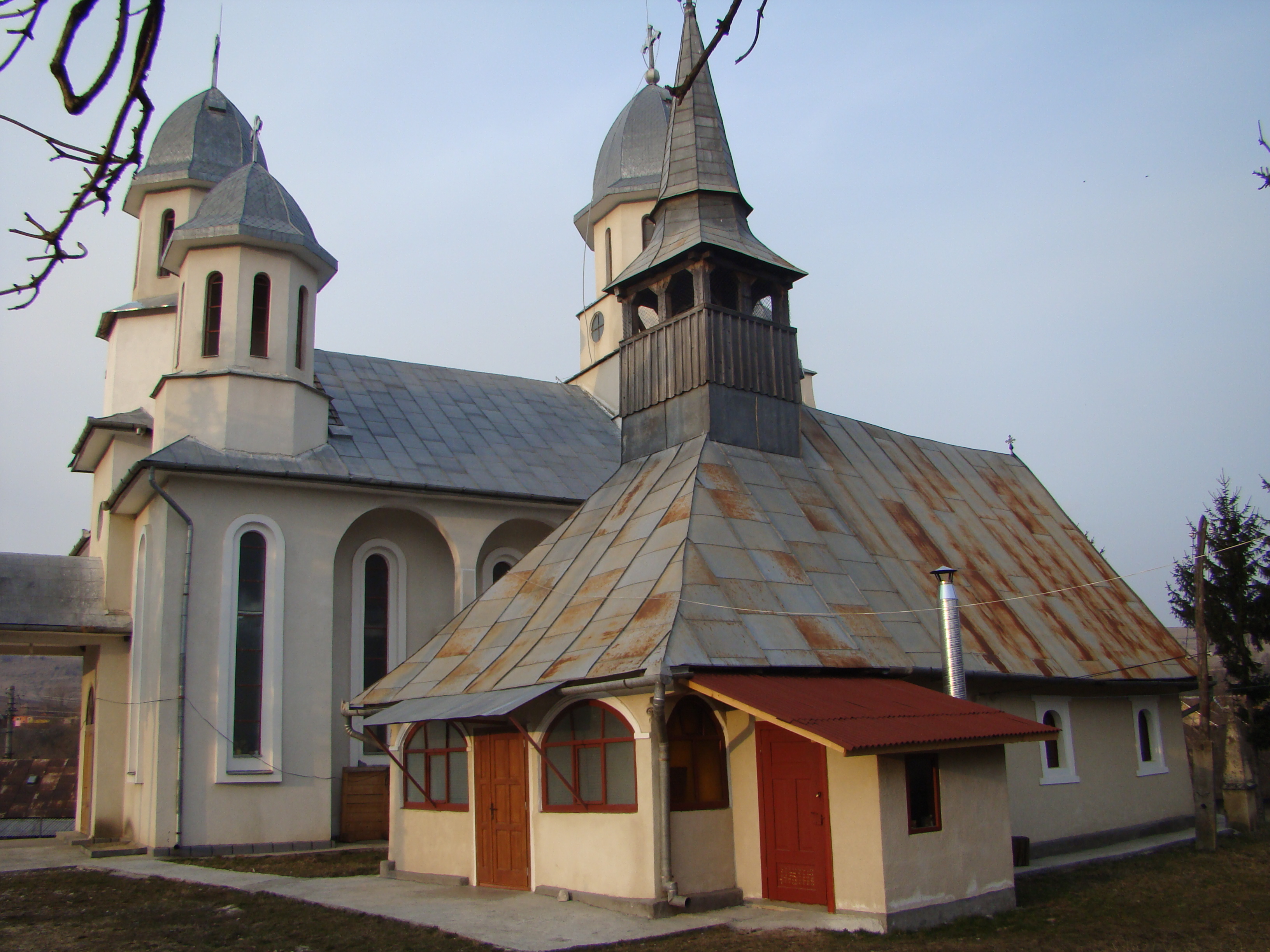
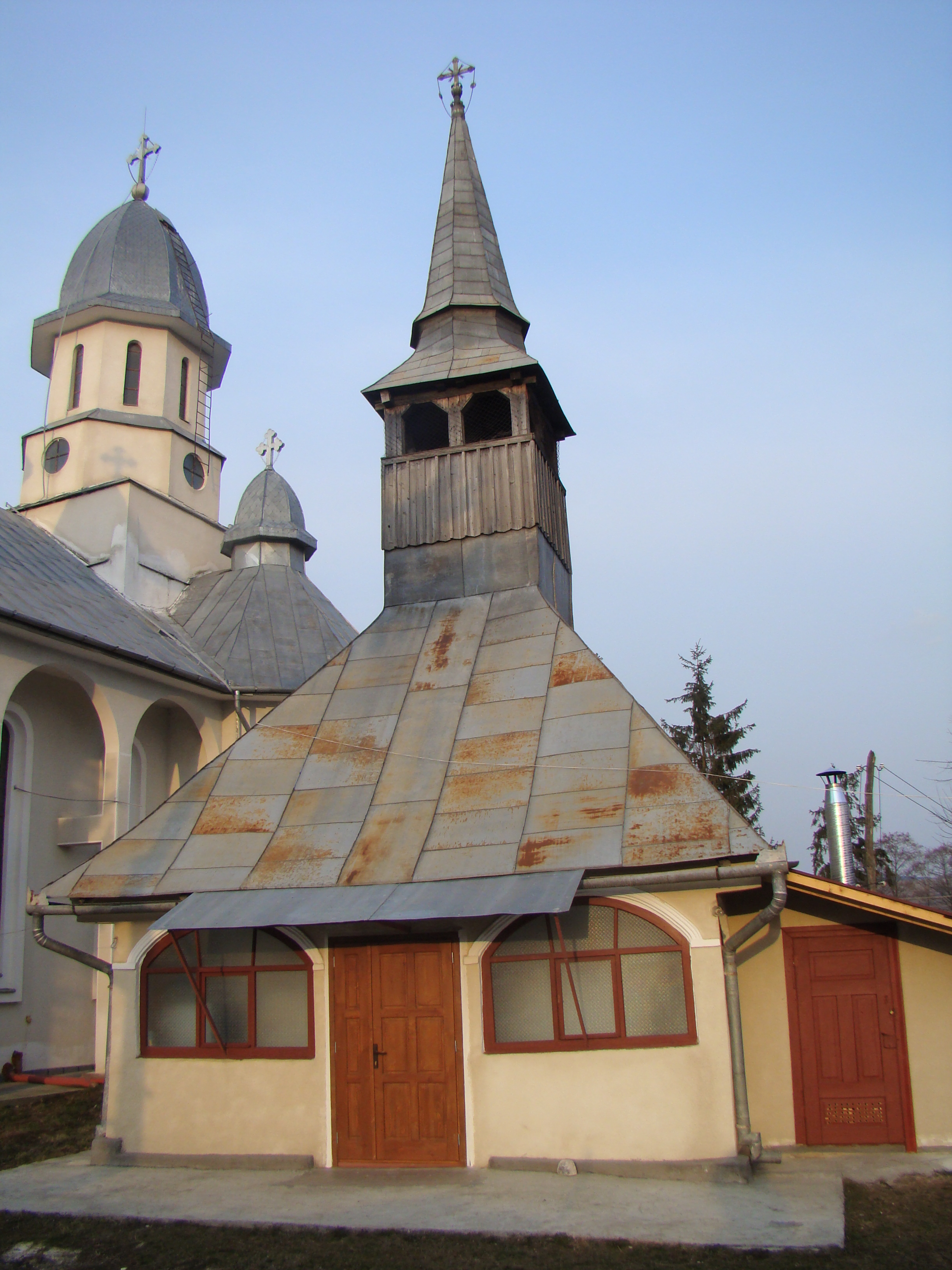
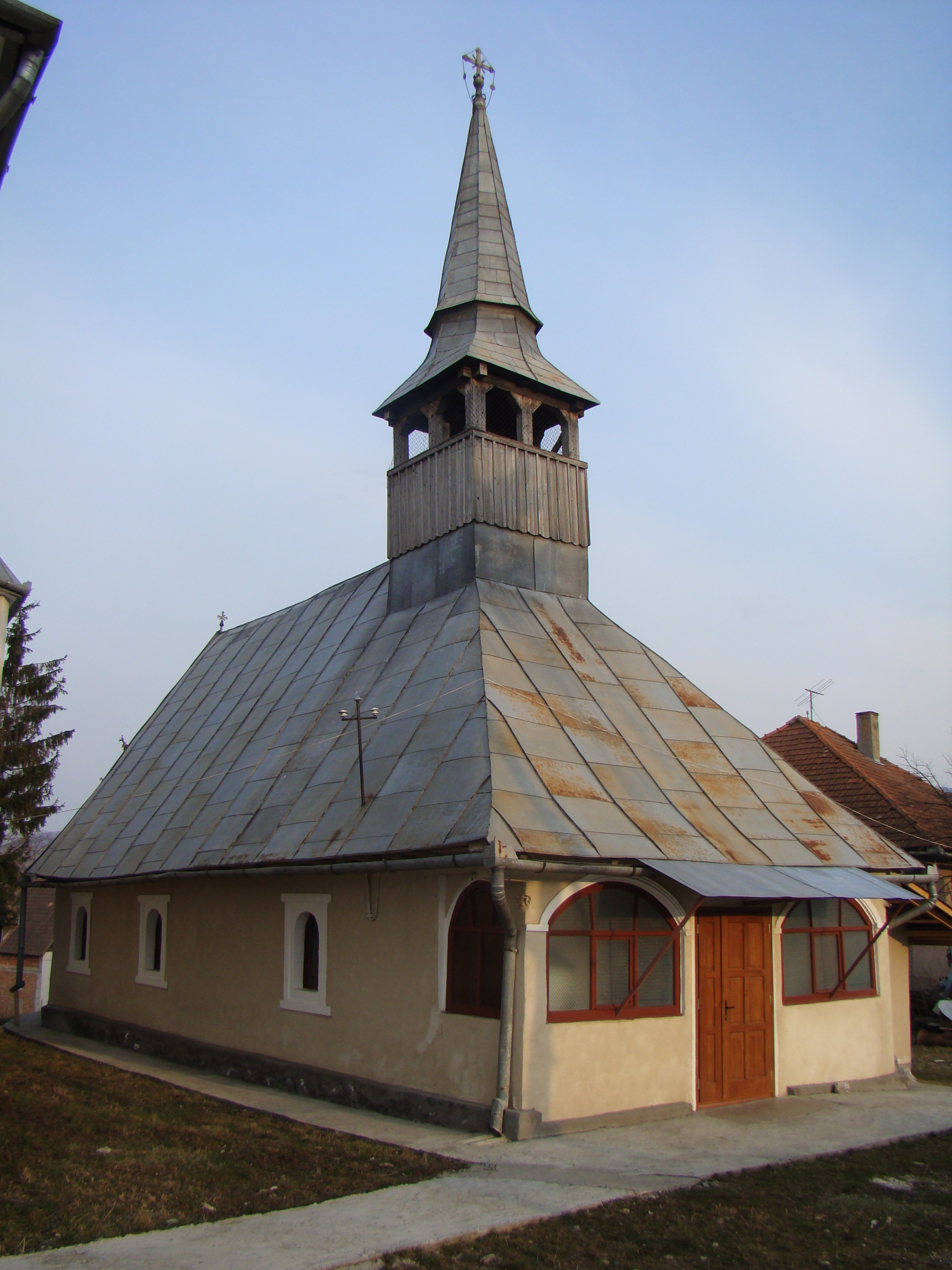
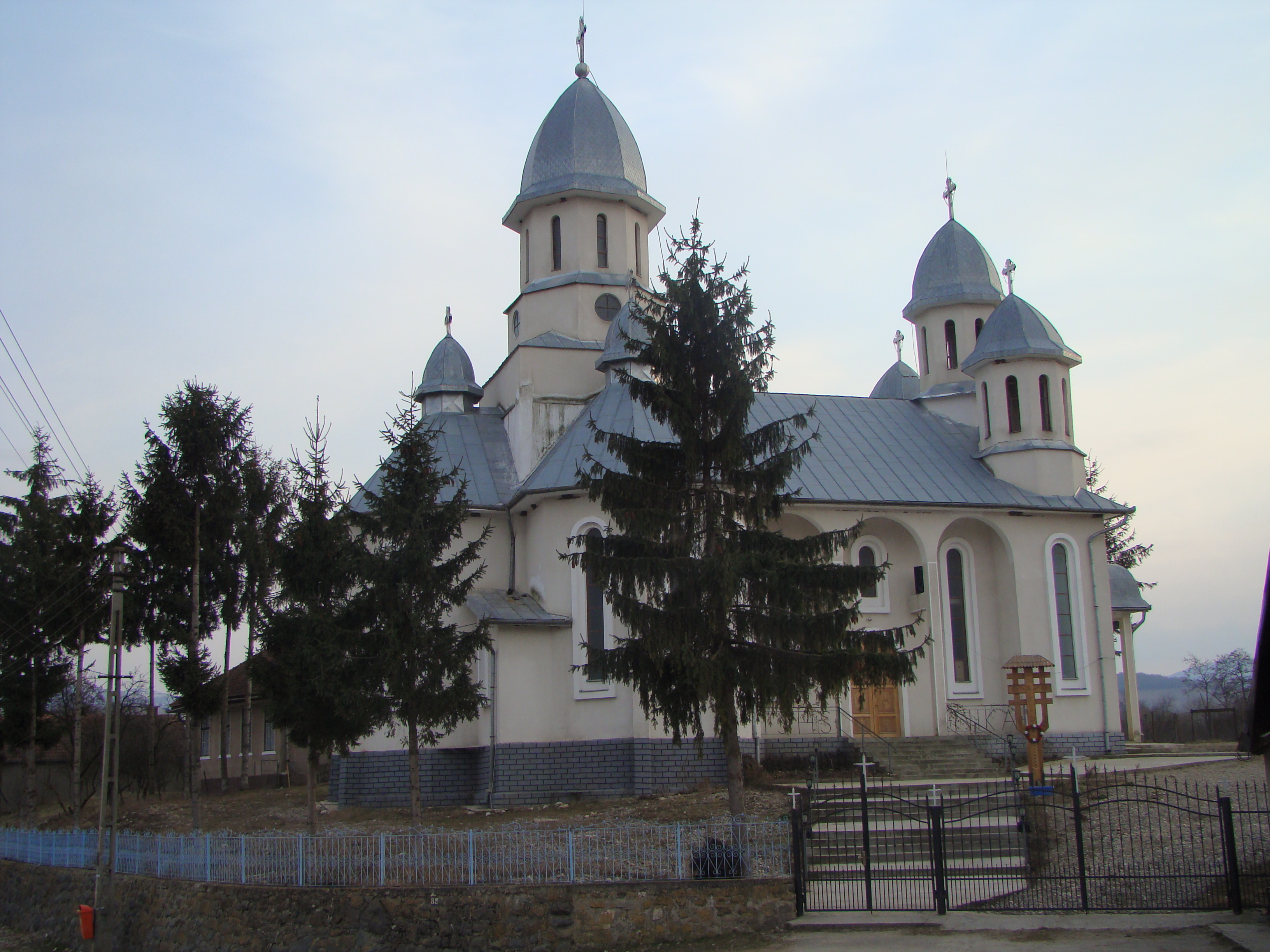
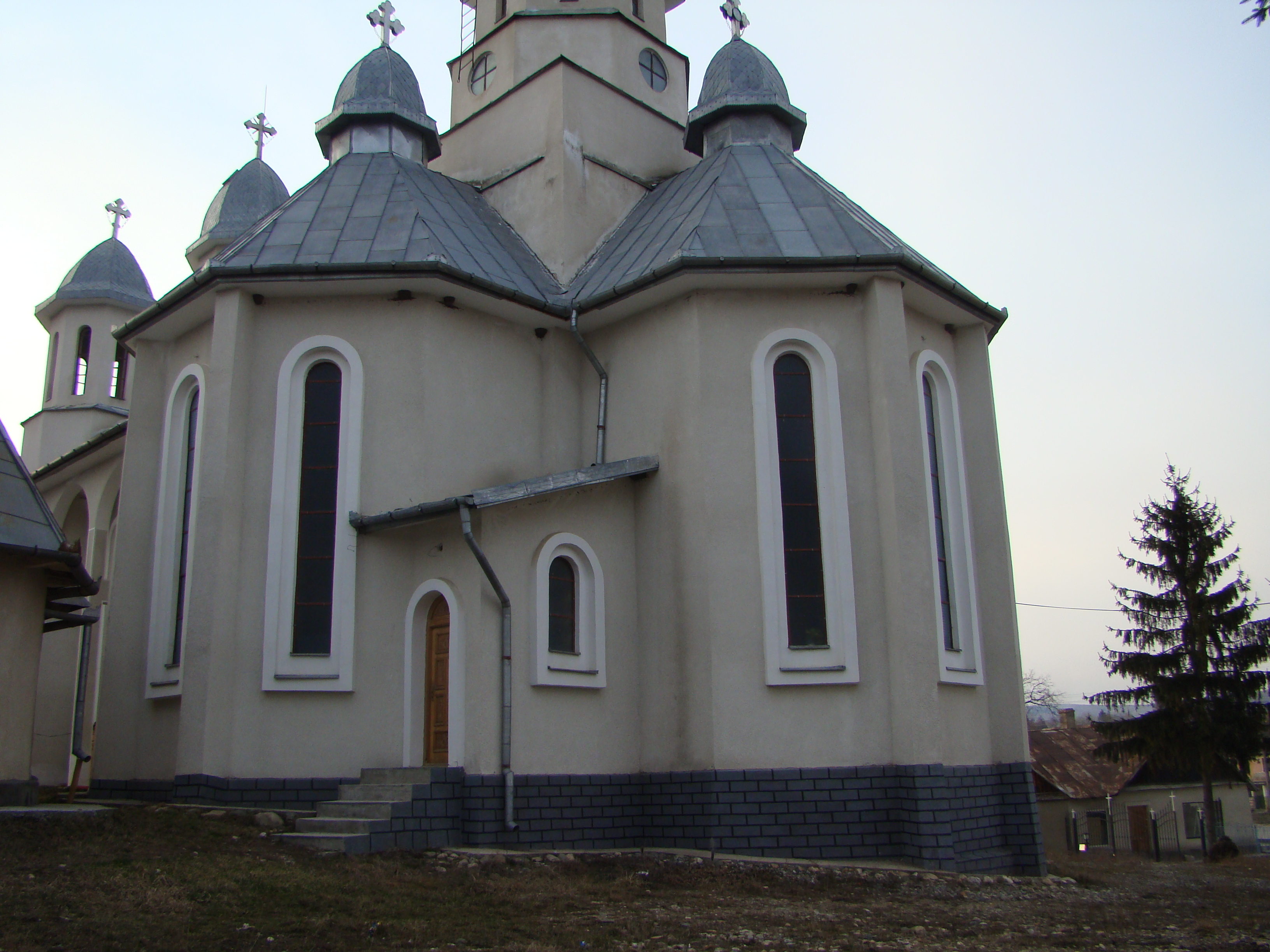
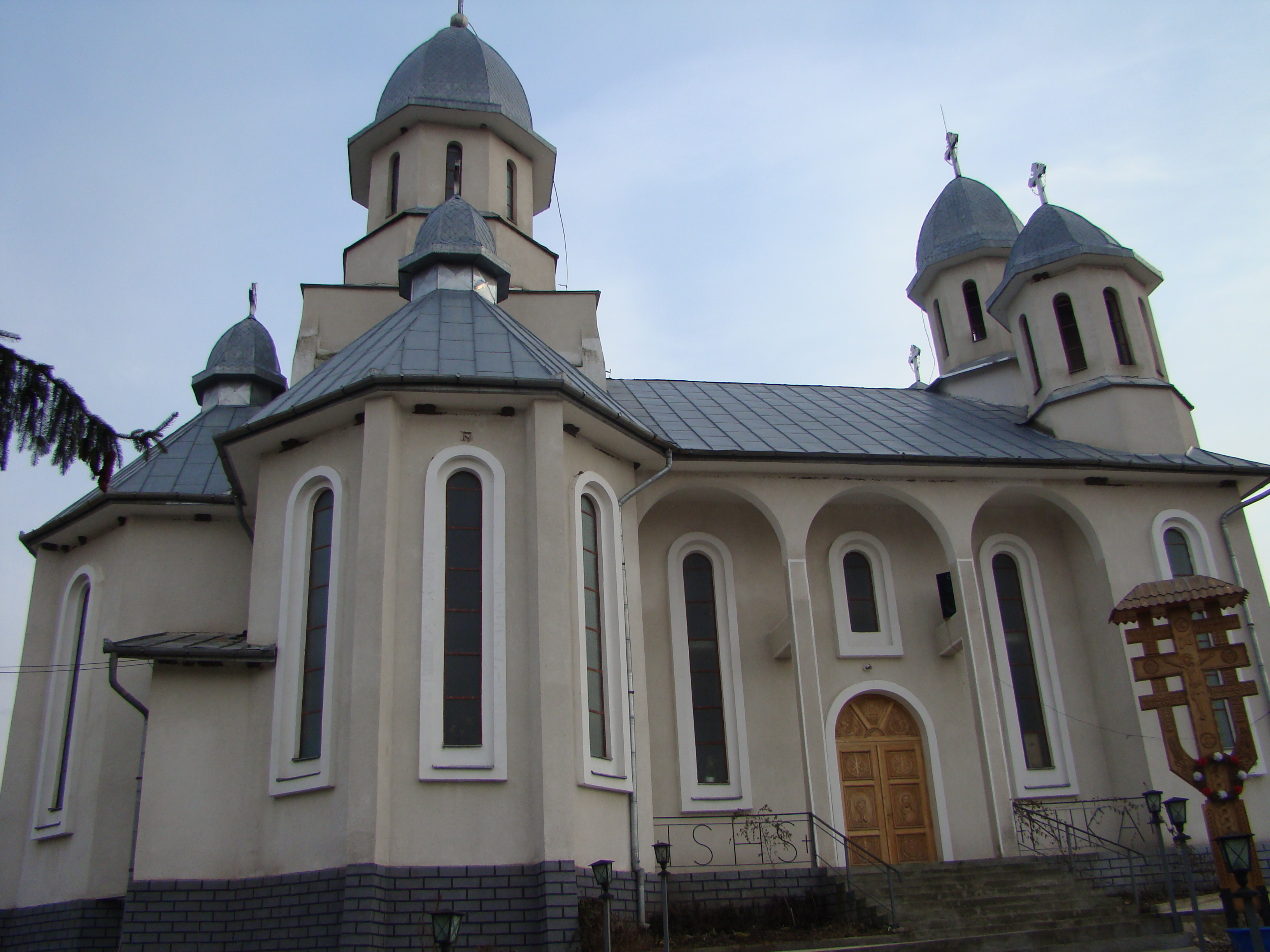
Biserica ortodoxă nouă din Iara